# Acid 4-aminosalicylic
Acid 4-aminosalicylic, còn được gọi là acid para-aminosalicylic (PAS) là một kháng sinh chủ yếu được sử dụng để điều trị bệnh lao. Cụ thể hơn thì kháng sinh này được sử dụng để điều trị bệnh lao kháng thuốc hoạt động cùng với các loại thuốc chống lao khác. Đây cũng là dòng điều trị thứ hai sau dòng điều trị đầu tiên là sulfasalazine cho những người bị bệnh viêm ruột như viêm loét đại tràng và bệnh Crohn. Acid 4-aminosalicylic thường được đưa vào cơ thể qua đường miệng.
Các tác dụng phụ thường gặp bao gồm buồn nôn, đau bụng và tiêu chảy. Các tác dụng phụ khác có thể có như viêm gan và phản ứng dị ứng. Chúng được khuyến cáo không nên sử dụng ở những người bị bệnh thận giai đoạn cuối. Mặc dù vẫn chưa có báo cáo về tác hại khi sử dụng trong giai đoạn mang thai nhưng vấn đề này vẫn chưa được nghiên cứu kỹ. Axit 4-Aminosalicylic được cho là hoạt động bằng cách ngăn chặn khả năng của vi khuẩn tạo ra axit folic.
4-Aminosalicylic acid lần đầu tiên được tổng hợp vào năm 1902 và được đưa vào sử dụng y tế vào năm 1943. Nó nằm trong danh sách các thuốc thiết yếu của Tổ chức Y tế Thế giới, tức là nhóm các loại thuốc hiệu quả và an toàn nhất cần thiết trong một hệ thống y tế. Đến năm 2005, một đợt điều trị bệnh lao có giá vào khoảng 2.700 USD.

## Dược học
Dưới tác dụng nhiệt, axit aminosalicylic được decarboxyl hóa để tạo ra CO2 và 3-aminophenol.

### Phương thức hoạt động
PAS đã được chứng minh là một tiền thuốc và chúng được kết hợp vào con đường folate bởi dihydropteroate synthase (DHPS) và dihydrofolate synthase (DHFS) để tạo ra một chất chuyển hóa hydroxyl dihydrofolate, từ đó ức chế hoạt động enzyme dihydrofolate reductase (DHFR).